# Municipio de Saky
El municipio de Saki o Saky (ucraniano: Сакська міськрада; transliteración, Saks'ka mis'krada) es una de las 25 regiones de la República Autónoma de Crimea de Ucrania, actualmente objeto de una disputa territorial entre la Federación de Rusia y Ucrania. La región se encuentra en la costa occidental de Crimea en la costa del mar Negro. Su centro administrativo es la ciudad de Saky. Población: 23 655 (2013).
Al contrario que en las demás regiones y municipios de Crimea, que contienen un número de otros establecimientos bajo su jurisdicción, el municipio Saky sólo consiste en su centro administrativo Saky (No confundir con el Raión de Saky).

## Nombre
El municipio Saky es también conocido por sus otros dos nombres oficiales nativas; en ruso como Sakskiy gorsovet (Сакский горсовет), y en tártaro de Crimea como Saq şeer şurası. Coloquialmente, el municipio es conocido como "el territorio gobernado por el Consejo de la ciudad de Saky (ucraniano: Сакська міська рада).

## Gobierno
Los miembros del Consejo de la ciudad de Saky son elegidos cada cuatro años, con 21 concejales elegidos en los distritos de mandato único, y 21 concejales en un distrito mandato múltiple.

## Demografía
La población del municipio era 28 522 a partir del censo de Ucrania (2001) y 23 300 a partir del 10 de enero de 2011.
La composición étnica de la región del censo de 2001 era la siguiente:
- Rusos - 65,1 por ciento
- Ucranianos - 24,3 por ciento
- Tártaros de Crimea - 5,8 por ciento

Todas las otras nacionalidades tomaron el 4,8 por ciento restante.